# زمرة الوحش
في فرع نظرية الزمر من الرياضيات، زمرة الوحش ورمزها {\displaystyle M} أو {\displaystyle F_{1}} وتسمى أيضًا وحش فيشر-غريس أو الضخم الودود، هي زمرة من الرتبة المنتهية:
|                          | {\displaystyle 71\cdot 59\cdot 47\cdot 41\cdot 31\cdot 29\cdot 23\cdot 19\cdot 17\cdot 13^{3}\cdot 11^{2}\cdot 7^{6}\cdot 5^{9}\cdot 3^{20}\cdot 2^{46}} |
| {\displaystyle =}        | {\displaystyle 808,017,424,794,512,875,886,459,904,961,710,757,005,754,368,000,000,000}                                                                  |
| {\displaystyle \approx } | {\displaystyle 8\cdot 10^{53}} |

هي زمرة بسيطة، أي أنها لا تملك أي زمرة جزئية طبيعية غير الزمرة البديهية سوى {\displaystyle M} نفسها.
لقد صُنفت جميع الزمر المنتهية البسيطة بالكامل في تصنيف الزمر المنتهية البسيطة. وتحتوي قائمة الزمر المنتهية البسيطة على {\displaystyle 18} عائلة غير قابلة للعد، إلى جانب {\displaystyle 26} زمرة مشتتة لا تتبع مثل هذا النمط المنهجي. زمرة الوحش هي أكبر هذه الزمر المشتتة وتحتوي على جميع الزمر المشتتة الأخرى (عدا ست منها) في شكل حواصل جزئية. دعا روبرت غريس الزمر الست المُستثناة الزمر المنبوذة، ودعا الزمر الأخرى الأسرة السعيدة.